# Abner Vinícius
Abner Vinícius da Silva Santos (Presidente Prudente, São Paulo, 27 de mayo de 2000) es un futbolista brasileño que juega como defensa en el Olympique de Lyon de la Ligue 1.

## Trayectoria
Comenzó su carrera jugando en las categorías de formación del Grêmio Desportivo Prudente, club de su ciudad natal. Tras un breve paso por el Mogi Mirim Esporte Clube, fichó por el Ponte Preta en 2017, en el que dos años después ascendió al primer equipo y debutó como profesional el 16 de marzo de 2019, en un partido contra el Guaraní en el Campeonato Paulista de 2019. Marcó su primer gol como profesional el 25 de mayo de 2019, el tercero de su equipo en una victoria por 4-2 en liga contra el Paraná.
En julio de 2019 fichó por el Athletico Paranaense con un contrato de cinco años, por una traspaso de 2,4 millones de euros, cifra récord para este club. Debutó en la Serie A con el club ocho días después, al salir desde el banquillo en una victoria a domicilio por 2-0 contra el Cruzeiro.

### Real Betis
En enero de 2023, fichó con el Real Betis Balompié de la Primera División de España, que acababa de traspasar a Álex Moreno al fútbol inglés y necesitaba un lateral con inmediatez. El contrato alcanza hasta junio de 2029, con un traspaso para el Athletico Paranaense de cinco millones de euros más una serie de pagos variables por el 50% del pase del jugador, porcentaje que podría elevarse hasta el 70%.

## Selección nacional
En julio de 2021 fue seleccionado por la Federación Brasileña para competir en los Juegos Olímpicos de Tokio de 2020, que por la pandemia del COVID-19, se celebraron en el verano de 2021 y en los que Brasil se proclamó campeona olímpica.
El 10 de octubre de 2024 hizo su debut con la selección absoluta en un partido de clasificación para el Mundial 2026 frente a Chile.

## Estadísticas

### Clubes
Actualizado al último partido disputado el 17 de abril de 2024.
| Club                          | Div.          | Temporada     | Liga  | Liga  | Estatal | Estatal | Copas nacionales | Copas nacionales | Copas internacionales | Copas internacionales | Total | Total |
| Club                          | Div.          | Temporada     | Part. | Goles | Part.   | Goles   | Part.            | Goles            | Part.                 | Goles                 | Part. | Goles |
| ----------------------------- | ------------- | ------------- | ----- | ----- | ------- | ------- | ---------------- | ---------------- | --------------------- | --------------------- | ----- | ----- |
| A. A. Ponte Preta · Brasil    | 2.ª           | 2019          | 9     | 1     | 4       | 0       | 0                | 0                | ―                     | ―                     | 13    | 1     |
| A. A. Ponte Preta · Brasil    | Total club    | Total club    | 9     | 1     | 4       | 0       | 0                | 0                | 0                     | 0                     | 13    | 1     |
| Athletico Paranaense · Brasil | 1.ª           | 2019          | 7     | 0     | —       | —       | —                | —                | 0                     | 0                     | 7     | 0     |
| Athletico Paranaense · Brasil | 1.ª           | 2020          | 34    | 3     | 7       | 0       | 3                | 0                | 3                     | 0                     | 47    | 3     |
| Athletico Paranaense · Brasil | 1.ª           | 2021          | 24    | 0     | 0       | 0       | 6                | 0                | 11                    | 1                     | 41    | 1     |
| Athletico Paranaense · Brasil | 1.ª           | 2022          | 28    | 1     | 5       | 0       | 5                | 0                | 14                    | 0                     | 52    | 1     |
| Athletico Paranaense · Brasil | Total club    | Total club    | 93    | 4     | 12      | 0       | 14               | 0                | 28                    | 1                     | 147   | 5     |
| Real Betis Balompié · España  | 1.ª           | 2022-23       | 13    | 0     | ―       | ―       | 1                | 0                | 2                     | 0                     | 16    | 0     |
| Real Betis Balompié · España  | 1.ª           | 2023-24       | 23    | 0     | ―       | ―       | 1                | 0                | 5                     | 0                     | 29    | 0     |
| Real Betis Balompié · España  | Total club    | Total club    | 36    | 0     | 0       | 0       | 2                | 0                | 7                     | 0                     | 45    | 0     |
| Olympique de Lyon Francia     | 1.ª           | 2024-25       | 16    | 1     | ―       | ―       | 2                | 0                | 6                     | 1                     | 24    | 2     |
| Olympique de Lyon Francia     | Total club    | Total club    | 16    | 1     | 0       | 0       | 2                | 0                | 6                     | 1                     | 24    | 2     |
| Total carrera                 | Total carrera | Total carrera | 154   | 6     | 16      | 0       | 18               | 0                | 41                    | 2                     | 229   | 8     |

## Palmarés

### Campeonatos internacionales
| Título            | Club (*)                   | País    | Año  |
| ----------------- | -------------------------- | ------- | ---- |
| Juegos Olímpicos  | Selección de Brasil sub-23 | Japón   | 2020 |
| Copa Sudamericana | Club Athletico Paranaense  | Uruguay | 2021 |